# Stephen King
Stephen King (Portland, Maine, 21. rujna 1947.), američki književnik
Pseudonimi - Richard Bachman i John Swithen
Najuspješniji je autor današnjice horor romana. 

## Život
Stephen Edwin King rođen je 21. rujna 1947. godine. Američki pisac, najpoznatiji je po svojim nevjerojatno popularnim horor romanima. Kingove priče nerijetko uključuju posve obične protagoniste, poput obitelji iz srednjeg sloja, djeteta ili pisca. Iako ih prikazuje kako vode svakodnevne živote, nadnaravno se gotovo uvijek uključi i iznimne okolnosti eskaliraju u priči. King, međutim, piše i priče izvan žanra horora, uključujući, primjerice, romane "Iskupljenje u Shawshanku" i "Tijelo". 
King je rođen u Portlandu, američkoj saveznoj državi Maine, a engleskog je i škotsko-irskog podrijetla. U dobi od samo dvije godine, napušta ih otac, Donald Edwin King. Majka, Nellie Ruth Pillsbury, odgojila je Stephena i njegova usvojenog brata Davida, nerijetko u teškim uvjetima.
King je počeo pisati još kao dijete. U školi je pisao priče temeljene na filmovima koje je nedavno pogledao, prodavajući ih prijateljima. No, trgovačke aktivnosti nisu oduševljavale njegove profesore koji su, otkrivši ga, prisilili dječaka da vrati zarađeni novac. U dobi od trinaest godina, King otkriva kutiju punu očevih starih knjiga, uglavnom horor i znanstvenofantastičnih priča. Bila je to ljubav na prvi pogled. Sve ostalo je povijest - "In a Half-World of Terror" ime je njegove prve objavljene priče, objavljene u jednom horor fanzinu. 
Od 1966. do 1971. King studira engleski na Sveučilištu u Maineu, gdje piše i kolumnu "King's Garbage Truck" za studentske novine. U to vrijeme upoznaje Tabithu Spruce, s kojom se ženi 1971. godine. Da bi platio studij, King preuzima sve poslove koje može naći, poput, primjerice, onoga u praonici. Nakon diplome, zapošljava se kao profesor engleskog jezika u Maineu. Lošeg imovinskog stanja, s obitelji je prisiljen živjeti u prikolici. Kako bi sastavio kraj s krajem, piše kratke priče, uglavnom za muške časopise, a u to vrijeme postaje ovisan o alkoholu, što je problem koji će ga pratiti više od desetljeća. U to vrijeme počinje rad na čak nekoliko romana. Jedna od prvih ideja mu je priča o mladoj djevojci sa psihičkim moćima, no obeshrabren, baca rukopis u smeće. Tabitha je ta koja ga je izvukla iz smeća i potaknula da ga završi. Naslovljavajući priču "Carrie", King je šalje izdavaču, ne nadajući se previše odgovoru. Dobiva, međutim, ponudu od 2.500 dolara, malu svotu i za to vrijeme. No, vrijednost romana uskoro biva prepoznata i autorska prava su prodana za 400.000 dolara, a roman označio početak goleme popularnosti, koja ne jenjava do današnjeg dana.
Nakon objavljivanja romana "The Tommyknockers", Kingova obitelj i prijatelji odlučili su osloboditi pisca od pakla ovisnosti u koju je upao – bacajući pred njega sve što je konzumirao tih dana – limenke piva, kutije cigareta, kokain, Xanax, Valium, NyQuil, marihuanu… King je odlučio potražiti pomoć u osamdesetima i do danas je trijezan i čist.
King je i dugogodišnji obožavatelj bostonskih Red Sox-a i nerijetko ga se može vidjeti na njihovim utakmicama. On i žena veliki su dobrotvori i često velike svote novaca doniraju u humanitarne svrhe.
U ljeto 1999. King je upravo radio na djelu "On Writing: A Memoir of the Craft", napustivši rad na njoj osamnaest mjeseci prije. Devetnaestog lipnja popodne King je hodao desnom stranom ceste Route 5, kada se u njega zaletio kamion kojeg je vozio Bryan Smith. Ometen nemirnim rotweilerom iz stražnje strane kamioneta, odbacio je prednjom stranom vozila pisca čak pet metara od pločnika. Smrskano desno plućno krilo, višestruke frakture desne noge, ozljede glave, slomljen kuk – ozljede su bile dovoljno teške da ga zadrže u bolnici tri tjedna. Nakon pet operacija i fizikalne terapije King nastavlja rad na djelu "On writing", iako u to vrijeme mučen nepodnošljivom boli. 
2002. godine, objavljuje odluku o prestanku pisanja, potaknut ozljedama od kojih se nikada nije u potpunosti oporavio. Svoje obećanje, na sreću brojnih obožavatelja, nije održao – u prodaji se upravo našao roman "Mobitel", kojim po tko zna koji puta demonstrira vrhunski talent takozvanog suspense autora. 
Autor bestselera poput "Snovolovke", "Vreće kostiju", "Ono", "Herčeva u Atlantidi", "Djevojčice koja je obožavala Toma Gordona", "Očajavanja", "Rose Madder", "Nesanice", Stephen King promijenio je globalnu književnu sliku svojim napetim, krvavim, nježnim, okrutnim romanima, punim tajne snage i unutrašnje moći. 
Djela: 
- "Shining" (1976.)
- "Groblje kućnih ljubimaca" (1983.)
- "Ono" (1986.)
- "Misery" (1987.)
- "Zelena milja" (1996.)